# 10. Sinfonie (Schostakowitsch)
Die 10. Sinfonie in e-Moll op. 93 von Dmitri Schostakowitsch wurde vom Leningrader Philharmonischen Orchester unter der Leitung von Jewgeni Mrawinski am 17. Dezember 1953 uraufgeführt. Es kann nicht genau nachvollzogen werden, wann diese Sinfonie geschrieben wurde. Nach brieflichen Angaben des Komponisten entstand das Werk zwischen Juli und Oktober 1953.
Die Sinfonie unterteilt sich in vier Sätze:
- 1. Satz: Moderato
- 2. Satz: Allegro
- 3. Satz: Allegretto
- 4. Satz: Andante – Allegro

Aufführungsdauer: ca. 52 Minuten.

## Besetzung
Piccolo, 2 Flöten (2. auch Piccolo), 3 Oboen (3. auch Englischhorn), 3 Klarinetten (3. auch in Es), 3 Fagotte (3. auch Kontrafagott), 4 Hörner, 3 Trompeten, 3 Posaunen, Tuba, Pauke, Triangel, Tamburin, Becken, kleine Trommel, große Trommel, Tamtam, Xylophon, I. und II. Violinen, Bratsche, Violoncello, Kontrabass

## Entstehung
Es war Schostakowitschs erste sinfonische Arbeit seit 1945 und seit seiner Demütigung infolge der „antiformalistischen“ Säuberungen von 1948, bei der er seiner Lehrämter in Moskau und Leningrad enthoben wurde. In der Zeit zwischen 1945 und dem Tode Josef Stalins am 5. März 1953 repräsentierte er die Sowjetunion in einer Reihe sogenannter „internationaler Friedenskongresse“. Bis zum März 1953 hatte sich eine erhebliche Anzahl ernsthafter Werke in den Schubladen Schostakowitschs gestapelt, die entweder auf ihre Uraufführung oder ihre Rehabilitierung harrten. Solomon Wolkow schrieb in seinem Buch „Zeugenaussage“, die 10. Sinfonie handle von „Stalin und den Stalin-Jahren“. Diese Theorie wird jedoch bis heute heftig diskutiert.

## Gestaltung

### Erster Satz
Im ersten Satz steht das persönliche Erleiden im Mittelpunkt. Dies ist der bis dahin komplexeste und am sorgfältigsten durchkomponierte aller sinfonischen Kopfsätze Schostakowitschs. Das Hauptthema der persönlichen Identität wird im dritten und vierten Satz wieder aufgenommen. Der erste Satz beginnt mit einem Cello-Kontrabass-Unisono in E-Moll. Die musikalischen Formeln, die Schostakowitsch nutzt, zeigen alle einen ähnlichen, tragischen Eindruck, wobei das Tempo Moderato die negative Atmosphäre angemessen zur Wirkung bringt. Bis auf den Mittelteil, wo sich die Musik zu lärmenden Akkorden steigert, ist dieser Satz eher ruhig gehalten.
Der Musikwissenschaftler Bernd Feuchtner beschrieb den ersten Satz als „ein Bild des Wahnsinns“.

### Zweiter Satz
Der zweite Satz ist ein kurzes und brutales Scherzo, nach Wolkows Worten handelt es sich hierbei „grob umrissen um ein musikalisches Porträt Stalins“.
Weiterhin lässt sich eine direkte Verwandtheit des Eingangsthemas mit dem Beginn der Oper "Boris Godunow" von Modest Mussorgski, die Schostakowitsch selber neu instrumentierte, nachweisen. Der Satz beginnt mit heftigen Akkordschlägen, worauf Schostakowitsch, so Kurt Sanderling, das Stalinthema von Ziffer 71, Takt 7 bis Ziffer 73, Takt 1 zunächst als Holzbläserquartett, dann als Quintett setzt. Dieses Thema enthält Marschpunktierungen und markante Rhythmen mit Sechzehntelnoten, die anschließend als Trommelsolo (Kb. 0:22) wiederholt werden.

### Dritter Satz
Den dritten Satz beginnt Schostakowitsch mit einer Verformung seiner Initialen, nämlich C D Es H, die er analog zum BACHschen Kreuzsymbol mit deutschen Notenbezeichnungen notiert. In Ziffer 104, Takt 5 zeigen sich seine Originalinitialen D Es C H. Aus harmonischen Gründen wählte er C-Moll, da so H als Leitton zu C dient. Darunter erscheint wieder das Stalinthema, jedoch als Imitation, wobei Schostakowitsch seine Initialen als wohlgeordnete Viertelnoten der Flöte als Staccato-Pfiffe darübersetzt.
Er wird hauptsächlich aus zwei Motiven gebildet: das DSCH-Motiv repräsentiert den Komponisten selbst (die Noten D-Es-C-H stehen für die Initialen Dmitri Schostakowitsch), sowie das Elmira-Motiv (E-La-MI-Re-A in einer deutsch-italienischen Kombination von Notennamen). Dieses Motiv wird zwölf Mal auf dem Horn gespielt; mit ihm huldigt Schostakowitsch der aserbaidschanischen Kompositionsschülerin Elmira Nəzirova, seiner damaligen Muse, Vertrauten und Objekt seiner unerwiderten Zuneigung. Das DSCH- und das Elmira-Motiv ändern sich im Laufe des dritten Satzes und vereinen sich schließlich im Zeitablauf. Das Initialthema ist am Ende des Satzes ab Ziffer 142 sechsmal zu hören. Die letzte Erscheinung seiner Initialen erscheint als Augmentation.

### Vierter Satz
Der vierte und letzte Satz dieser Symphonie unterteilt sich in ein Andante und ein Allegro. Das Andante beginnt in Ziffer 144, Takt 8 mit einem Thema, das zuerst von der Oboe gespielt wird. In Takt 18 wendet sich das Thema vom idyllischen Charakter ab und zeigt ein aggressives Klangbild, was Schostakowitsch durch Chromatik und einen dissonanten H-C-F-Akkord der Streicher erzielt. Diese Wendung vollzieht das Thema mehrmals, wobei jedes Mal ein befremdlicher Eindruck entsteht.
Im zweiten Teil des Satzes ab Ziffer 153 (Allegro) wird die pessimistische Stimmung endlich durchbrochen, und es erklingt eine fröhliche Tanzmusik.
Die Düsternis zu Beginn des letzten Satzes wird scheinbar durch eine unbekümmerte Klarinette und sorglose Geigen vertrieben, welche aber wieder im Mittelteil des Satzes vom brutalen, immer stärker werdenden Thema des Scherzos begleitet werden. Dieses gewinnt dann kurz die Oberhand, bevor es mit einem entschiedenen DSCH in dreifachem Forte vom gesamten Orchester niedergeschmettert wird (Ziffer 184). Nach einer kurzen Passage der Besinnung, in der eher unsichere DSCH-Klänge in die verhaltene Stimmung des Andante-Teils des Finales eingebettet sind, setzt sich die positiv tänzerische Stimmung (allmählich beginnend mit dem Fagott (Ziffer 191) und dann ausgebaut wieder durch die Klarinette (Ziffer 194)) schließlich durch und gipfelt – eingeleitet von den Hörnern (ab Ziffer 202) – in einem dreifachen DSCH, triumphal als Unisono fast des gesamten Orchesters als halbe Noten im forte fortissimo (ab Ziffer 203). In den allerletzten Takten (ab Ziffer 206) hämmert die Pauke mehrfach das DSCH wie einen Stempel in die Partitur.